# Nærøysunds kommun
Nærøysunds kommun (norska: Nærøysund kommue) är en kommun i Trøndelag fylke i mellersta Norge. Kommunens centralorter är de båda städerna Rørvik och Kolvereid. 
Angränsande kommuner är Leka i norr, Bindal (i Nordland fylke) i nordöst, Høylandet i öster och Namsos i söder. Kommunen har även maritim gräns med Flatangers kommun i sydväst.

## Administrativ historik
Nærøysunds kommun etablerades den 1 januari 2020 genom en hopslagning av Vikna kommun och huvuddelen av Nærøy kommun.

### Vapen för tidigare kommuner inom den nuvarande kommunen

Nærøy kommun (1987–2019)
Vikna kommun (1988–2019)

## Tätorter
I Nærøysunds kommun finns tre tätorter:
- Kolvereid (centralort)
- Ottersøy
- Rørvik (centralort)

## Socknar
Inom Norska kyrkan är Nærøysunds kommun indelad i två socknar:
- Nærøy socken
- Vikna socken

Socknarna ingår i Namdals prosteri i Nidaros stift.